# Fluorid xenonatý
Fluorid xenonatý (též xenon difluorid) je bílá krystalická látka, zápachem připomínající ozón, která se skládá z paralelních lineárních tříatomových molekul XeF2. Lze jej připravit přímou syntézou z prvků, reakcí xenonu s nadbytkem fluoru v zatavené niklové nádobě nebo ozařováním této směsi slunečním světlem:
Xe + F2 → XeF2.
Lineární strukturu si molekuly zachovávají i v parách po sublimaci. Je to mírné fluorační činidlo. Ve vodném roztoku působí jako silné oxidační činidlo, např. oxiduje CeIII na CeIV. Tyto roztoky jsou stálé, ovšem pouze v nepřítomnosti zásaditých látek. Je mírně žíravý, proto při práci s ním je třeba dbát opatrnosti.
Fluorid xenonatý poskytuje s pentafluoridy fosforu, arsenu, antimonu a jodu komplexní soli se strukturou vyjádřenou vzorci:
[XeF]+[MF6]−,
[XeF]+[M2F11]−,
[Xe2F3]+[MF6]−,
(M = P, As, Sb, nebo I).

## Použití
Fluorid xenonatý v plynném skupenství se průmyslově používá k leptání při litografické výrobě integrovaných obvodů na bázi křemíku. Kromě toho slouží v chemických laboratořích při anorganických syntézách jako mírné fluorační nebo silné oxidační činidlo.